# CAST-256
CAST-256（きゃすと256）とは、1998年、Carlisle Adamsらにより開発された128ビットのブロック暗号である。鍵長は128、160、192、224、256ビットである。CAST6ともいう。CAST-128同様、その構造はFeistel構造である。
CASTの設計手続きはEntrust社が特許を取得している。しかし、CAST-256は、商用か否かを問わず、世界中で利用可能である旨が、RFC 2612の4章に明記されている。
CAST-256は、AES候補の一つであった。